# Jean Scrivens
Jean Scrivens, född 15 oktober 1935 i Camberwell i Storlondon, är en brittisk före detta friidrottare.
Scrivens blev olympisk silvermedaljör på 4 x 100 meter vid sommarspelen 1956 i Melbourne.